# Эрляйн, Лука
Лука Эрляйн (нем. Luca Erlein; родился 5 июля 2007) — немецкий футболист, центральный защитник клуба «Хоффенхайм II».

## Клубная карьера
Выступал за юношескую команду «Астория Вальдорф», в 2018 году присоеднился к футбольной академии клуба «Хоффенхайм». 30 января 2025 года дебютировал в основном составе «Хоффенхайма» в матче общего этапа Лиги Европы УЕФА против «Андерлехта».

## Карьера в сборной
Выступал за сборные Германии до 15, до 16 и до 18 лет.